# برلمان سنغافورة

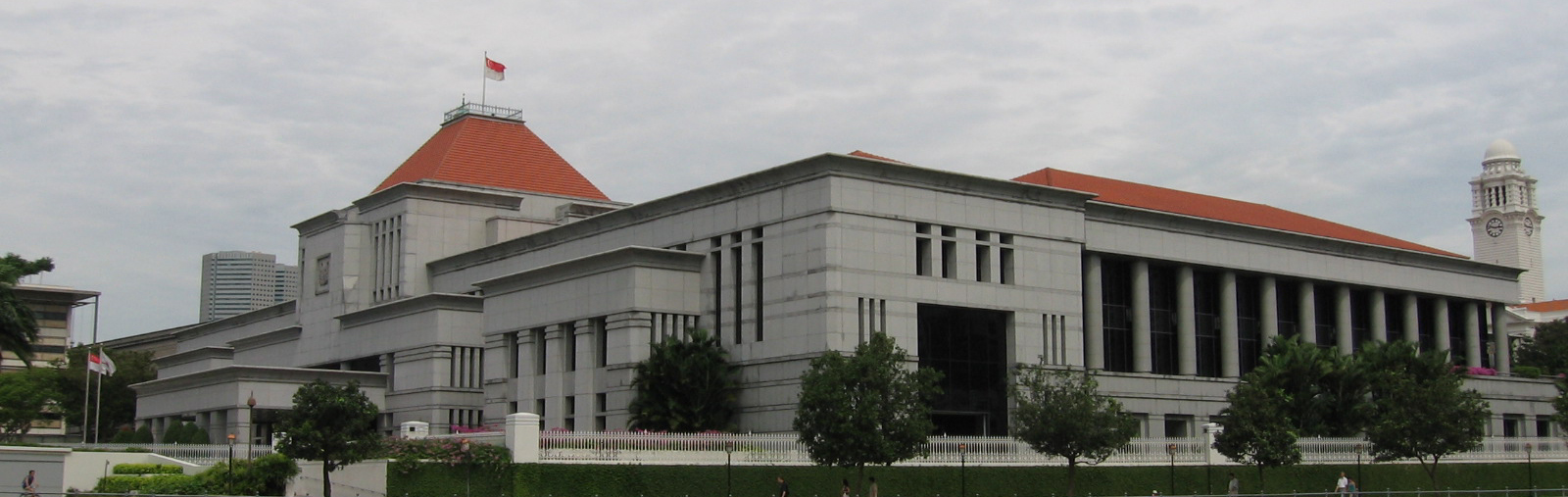
بيت البرلمان في سنغافورة

برلمان سنغافورة (بالإنجليزية: Parliament of the Republic of Singapore )‏ هو الهيئة التشريعية في سنغافورة، الذي تأسس في 9 أغسطس 1965، ويتكون من 99 مقعد، يقع المقر الرئيسي له في بيت البرلمان (سنغافورة) ‏، وتبلغ عدد دوائره الانتخابية 27 دائرة.